# Achema Group
Achemos grupė — литовский концерн, объединяющий более 50 компаний, осуществляющих деятельность в сферах производства удобрений, перевозок и логистики, энергетики, гостиничного бизнеса, страхования, медиа и др. в Литве, Латвии, Эстонии, Финляндии, Швеции, Польше, Германии, Бельгии, Люксембурге и Франции. Закрытое акционерное общество было учреждено в 1994 году. Крупнейшая компания группы — завод азотных удобрений АО «Achema», созданная в 2001 году на базе приватизированного государственного предприятия «Azotas». 
Председатель правления — Лидия Лубене, вдова многолетнего президента и генерального директора — Бронислава Лубиса, бывшего президента Конфедерации промышленников Литвы, премьер-министра Литвы с 1992 по 1993 год.

## Предприятия
Концерну принадлежит более 50 предприятий различного профиля в Литве и за рубежом. Среди них: 
- Achema — ионавский производитель азотных удобрений;
- KLASCO — клайпедская компания доставки морских грузов;
- когенерационная станция,
- две гидроэлектростанции.

Второе по значимости направление развития концерна — энергетика. Концерн является одним из крупнейших потребителей энергии в республике, а также производителем электрической и тепловой энергии.
Общее количество работников более 5 тысяч человек.
В 2005 году общий оборот предприятий концерна превысил 2,1 миллиардов литов (0,8 млрд. евро).